# Karl Seitz (pallanuotista)
Karl Seitz (Vienna, 23 maggio 1904 – Vienna, 5 dicembre 1990) è stato un pallanuotista austriaco.
È stato un giocatore di pallanuoto austriaco che ha partecipato alle Olimpiadi estive del 1936.